# Jonathan Campbell
Jonathan Campbell (Greensboro, 27 giugno 1993) è un ex calciatore statunitense, di ruolo difensore.

## Palmarès

### Competizioni nazionali
- Campionato MLS: 1

Seattle Sounders: 2019